# Episodi di Home Before Dark (seconda stagione)
La seconda stagione della serie televisiva Home Before Dark è stata distribuita dall'11 giugno al 13 agosto 2021 sulla piattaforma di video on demand Apple TV+, in tutti i paesi in cui il servizio è disponibile.
| nº | Titolo originale   | Titolo italiano                 | Pubblicazione  |
| -- | ------------------ | ------------------------------- | -------------- |
| 1  | Not Giving Up      | Non mollerò                     | 11 giugno 2021 |
| 2  | I Believe You      | Io credo in te                  | 18 giugno 2021 |
| 3  | Fighting His Ghost | In lotta contro il suo fantasma | 25 giugno 2021 |
| 4  | Dark Rooms         | Stanze buie                     | 2 luglio 2021  |
| 5  | The Black Box      | La scatola nera                 | 9 luglio 2021  |
| 6  | What's Out There?  | Cosa c'è li fuori               | 16 luglio 2021 |
| 7  | Just a Bird        | Solo un uccello                 | 23 luglio 2021 |
| 8  | The Bad Guy        | Il cattivo                      | 30 luglio 2021 |
| 9  | The Biggest Life   | La più grande delle vite        | 6 agosto 2021  |
| 10 | The Smoking Gun    | La prova inconfutabile          | 13 agosto 2021 |

## Non mollerò
- Titolo originale: Not Giving Up
- Diretto da: Kat Candler
- Scritto da: Dana Fox e Dara Resnik

### Trama
- Durata: 46 minuti

## Io credo in te
- Titolo originale: I Believe You
- Diretto da: Howard Deutch
- Scritto da: Russel Friend e Hillary Cunin

### Trama
- Durata: 44 minuti

## In lotta contro il suo fantasma
- Titolo originale: Fighting His Ghost
- Diretto da: David Katzenberg
- Scritto da: Garrett Lerner e Chloe Durkin

### Trama
- Durata: 50 minuti

## Stanze buie
- Titolo originale: Dark Rooms
- Diretto da: Kate Woods
- Scritto da: Christine Roum, Russel Friend e Garrett Lerner

### Trama
- Durata: 42 minuti

## La scatola nera
- Titolo originale: The Black Box
- Diretto da: Myron Kerstein
- Scritto da: Russel Friend e Krystle Drew

### Trama
- Durata: 45 minuti

## Cosa c'è li fuori
- Titolo originale: What's Out There?
- Diretto da: Edward Ornelas
- Scritto da: Molly Nussbaum

### Trama
- Durata: 45 minuti

## Solo un uccello
- Titolo originale: Just a Bird
- Diretto da: Karen Moncrieff
- Scritto da: Joe Hortua

### Trama
- Durata: 47 minuti

## Il cattivo
- Titolo originale: The Bad Guy
- Diretto da: Edward Ornelas
- Scritto da: Molly Nussbaum e Adam Starks

### Trama
- Durata: 43 minuti

## La più grande delle vite
- Titolo originale: The Biggest Life
- Diretto da: Howard Deutch
- Scritto da: Joe Hortua

### Trama
- Durata: 44 minuti

## La prova inconfutabile
- Titolo originale: The Smoking Gun
- Diretto da: Norma Bailey
- Scritto da: Dana Fox e Chloe Durkin

### Trama
- Durata: 46 minuti